# ハネガヤ科
ハネガヤ科（はねがやか、学名：Aglaopheniidae）は、軟クラゲ目に属する科。岩の上などに定着して生活する。形は鳥の羽に似ており、植物のように見えるが、クラゲと同じヒドロ虫綱に属する動物である。刺胞を持ち、人を刺すものが多い。

## 形態
鳥の羽のようなものは、ヒドロ虫の群体である。一定間隔の節を持つ主幹があり、各節の左右に小枝が伸びたような形をしている。
刺胞を持つ。刺激を与えると刺胞を放出するので、直接触れなくても刺されることがある。ほとんどのものはチクっとする程度であるが、シロガヤ、クロガヤに刺されるとかゆみを伴う水ぶくれとなる。
群体により雌雄の別があり、小枝の根元に生殖体を持つ。

## 生態
日本では、ほとんどの種が本州中部以南の沿岸の浅瀬に住む。群体がさらに群生していることが多い。
プランクトンなどを食べる。逆に、ウミウシなどハネガヤ類を食べる生物もいる。

## 属
いろいろな分類が提案されている。本記事では、軟クラゲ目Leptomedusaeの下にConica亜目、Plumularioidea上科があり、そこにHalopterididae科、Kirchenpaueriidae科、Plumulariidae科、Aglaopheniidae科が属するとして解説する。
- Aglaopheniidae ハネガヤ科
  - Aglaophenia Lamouroux, 1812 シロガヤ属[5]
    - Aglaophenia cupressina フトガヤ
    - Aglaophenia elongata (it) 
    - Aglaophenia kirchenpaueri (it) 
    - Aglaophenia pluma (it) 
    - Aglaophenia suensoni アカガヤ
    - Aglaophenia whiteleggei シロガヤ

1985年、BouillonはAglaopheniaを亜科から科に昇格させている。
  - Cladocarpoides
  - Cladocarpus
  - Diplocheilus
  - Gymnangium Hincks, 1874
    - Gymnangium hians ドングリガヤ

  - Lytocarpia Kirchenpauer, 1872
    - Lylocarpia nigra クロガヤ

  - Macrorhynchia Kirchenpauer, 1872
    - Macrorhynchia phoenicea ウミヒノキ

  - Monoserius
  - Nematocarpus
  - Streptocaulus
  - Wanglaophenia

- Kirchenpaueriidae科

- Halopterididae科
  - Antennella
    - Antennella integerrima ハボウキガヤ
    - Antennella secundaria ヒゲガヤ

- Plumulariidae科
  - Dentitheca
    - Dentitheca habereri スダレガヤ

  - Plumularia ハネガヤ属[5]
    - Plumularia setacea ハネガヤ